# Trysub

Der Trysub im ukrainischen Wappen

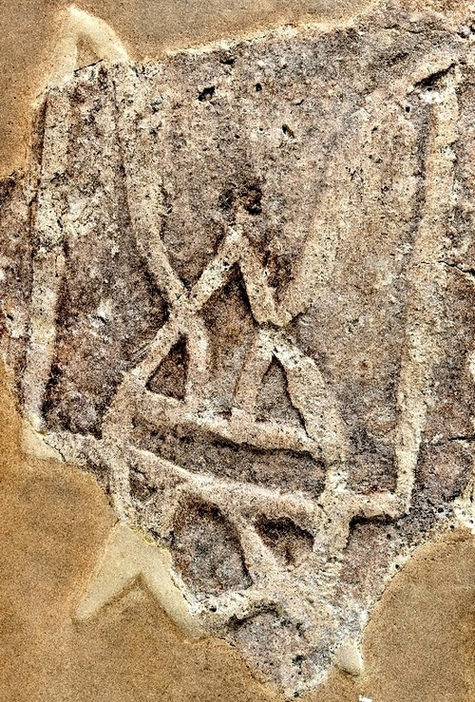
Trysub-Relief aus den Überresten der Zehntkirche in Kiew, 1908 gefunden und auf das 10. Jahrhundert datiert

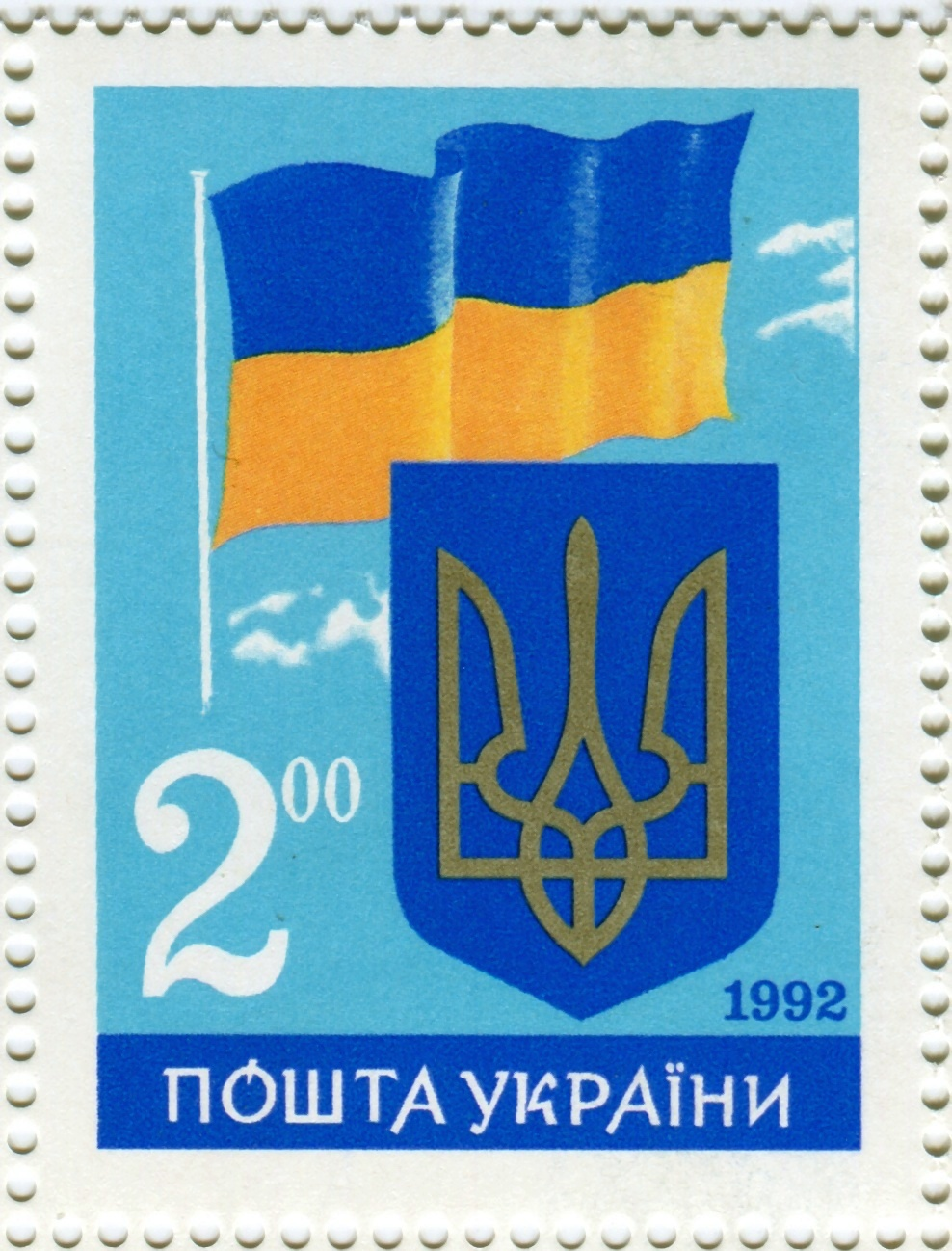
Sondermarke vom 19. August 1992 anlässlich des Jahrestages der Unabhängigkeit

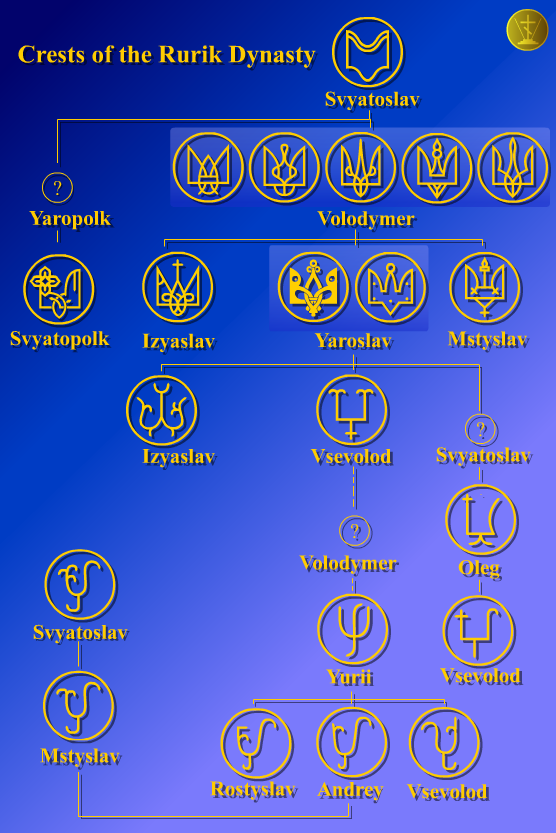
Zeichenentwicklung in der Dynastie

Der Trysub (ukrainisch Тризуб) ist in der Heraldik eine gemeine Figur und fast nur auf ukrainischen Wappen und Flaggen (Beispiel Kriegsflaggen) anzutreffen.
Der Dreizack, wie die Bezeichnung übersetzt werden kann, ist ein nationales Symbol der Ukraine. Dargestellt ist er in Gold auf blauem Grund.

## Geschichte
Das Zeichen wurde bereits auf Münzen der Kiewer Rus abgebildet. Es war um 862 der warägische Fürst Rurik, ein Begründer der nach ihm benannten Dynastie, der als Gründer des ersten ostslawischen Reiches gilt, aus dem neben Russland und Belarus die Ukraine hervorgingen. Das Zeichen hat sich über die Zeit zur heutigen Form entwickelt. Von den Kosaken im 17. Jahrhundert wieder gebraucht, wurde es 1918 bis 1921 zum Symbol der Ukrainischen Volksrepublik.
Das Symbol gab der in Paris erschienenen Zeitung Tryzub ihren Namen.
Während der Zeit der Sowjetunion war es nicht geduldet. In der Zeit des Nationalsozialismus wurde der Trysub durch die Verwendung durch Nationalisten ins Zwielicht gerückt.

## Heutige Verwendung
Heute ist das Wappenzeichen nicht nur auf dem Staatswappen der Ukraine, sondern auf vielen Wappen der Oblaste, Briefmarken, Münzen und Geldscheinen der Nationalwährung Hrywnja abgebildet. Auch die Präsidentenstandarte führt das Zeichen.
Für das Wappen in der gültigen Form wurde die Wappenfigur 1918 vom Künstler Wassyl Krytschewskyj erarbeitet.

## Wappen mit dem Trysub

Oblast Kirowohrad
Oblast Dnipropetrowsk
Oblast Lwiw
Oblast Tschernihiw
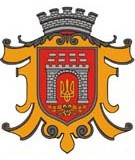
Czernowitz
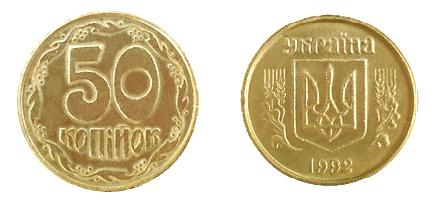
50 Kopeken (1992)
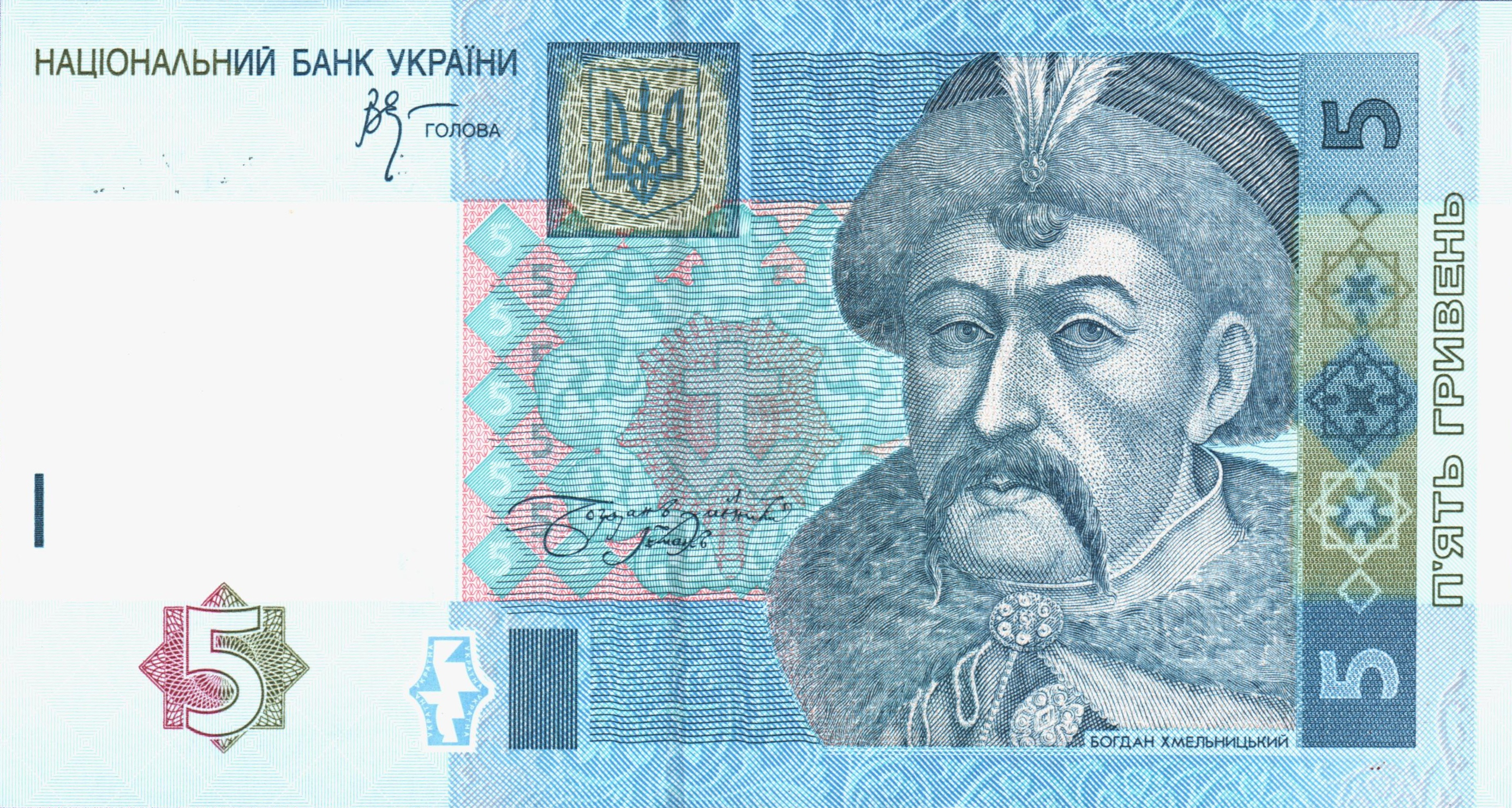
Geldschein von 2003 (5-Hrywnja)

Am Gebäude des ukrainischen Außenministeriums ersetzte der Trysub das sowjetische Emblem an der Außenfassade.

### Wappen mit dem Trysub außerhalb der Ukraine

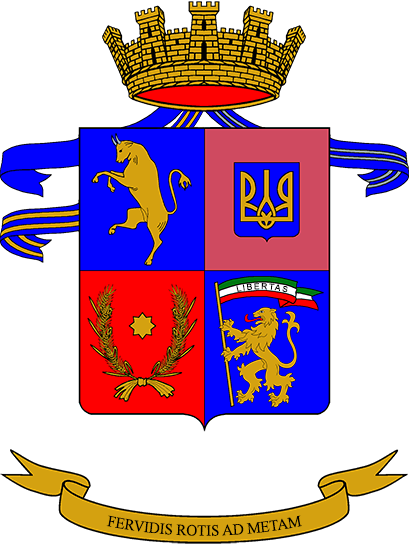
Reggimento genio ferrovieri